# トドクック
株式会社トドクックとは、関西を中心に食材宅配サービス（総菜/おかずの宅配事業）を展開する会社である。本社および八尾商品センターは大阪府八尾市上尾町4-11-17。

## 概説

### かね治→カネジ
1981年に、株式会社かね治（東大阪市、平成18年12月期の売上高43億円）が食材宅配サービスの「おかずのカネジ」を創業。しかし、2007年2月13日に民事再生手続を申請した。
同社のスポンサーに、とらふぐ料理専門店「玄品ふぐ」（げんぴんふぐ）を中心に食材開発、飲食店の経営及びフランチャイズ展開する株式会社関門海が内定。2007年3月22日に、株式会社関門海が100％出資で受皿となる子会社・株式会社カネジ（大阪市西区北堀江）を新たに設立。同年4月3日に、かね治から2億2000万円で事業譲渡を受ける契約を締結した。関西を中心に食材宅配サービス（総菜/おかずの宅配事業）を展開していた。
- 大阪本社は大阪府大阪市西区北堀江2-3-3
- 八尾商品センターは大阪府八尾市上尾町4-11-17。

### キャプテンクック→アクト・デリカ
1986年に、株式会社ダイエーの子会社・株式会社キャプテンクックが、食材宅配事業を開始。2003年2月に、株式会社トーホー（神戸市東灘区）の完全子会社である株式会社アクト・デリカが、食材宅配事業の事業譲渡を受け、同年3月より「ラビットクック」として営業開始。
2008年7月31日に、（旧）株式会社アクト・デリカ（神戸市東灘区）は、食材宅配事業全部について会社分割（新設分割）を行い、（新）株式会社アクト・デリカ（大阪市西区北堀江）を設立。同時に、（旧）株式会社アクト・デリカが、株式会社関門海に（新）株式会社アクト・デリカの株式全部を譲渡し、（新）株式会社アクト・デリカは株式会社関門海の完全子会社となった。なお、（旧）株式会社アクト・デリカは解散し、2009年1月に清算結了した。

### トドクック
2008年12月1日に、「おかずのカネジ」運営の株式会社カネジが、「ラビットクック」運営の株式会社アクト・デリカを吸収合併し、同時に株式会社トドクック（大阪市西区北堀江）に商号変更。合併に合わせて、サービス名も統合して「レシピと食材 トドクック」とした。
2011年9月1日に、（旧）株式会社トドクック（大阪市西区北堀江）の事業すべてを株式会社万代リテールホールディングスに事業譲渡した。2011年8月18日に万代グループの会社として（新）株式会社トドクック（大阪府八尾市）が設立されており、9月1日以降は同社が「トドクック」事業を行っている。
2016年2月29日付けで、食材宅配事業をヨシケイ開発株式会社に事業譲渡。食材宅配事業からは撤退した。

## 関連会社
- 株式会社関門海